# 恩戈洛尼亞納索
恩戈洛尼亞納索（法語：N'Golonianasso），是馬里的一个城鎮，位於該國南部，由錫卡索區的庫蒂亞拉省負責管轄，面積402平方公里，海拔高度338米，2009年人口18,446，人口密度每平方公里46人。